# جان گگس
جان گگس (انگلیسی: John Geggus; ۲۶ نوامبر ۱۸۸۹ – ۲ دسامبر ۱۹۵۱) بازیکن فوتبال بود.
از باشگاه‌هایی که در آن بازی کرده است می‌توان به باشگاه فوتبال وستهام یونایتد اشاره کرد.